# Funkhaus Grünau
Das Funkhaus Grünau ist ein denkmalgeschützter Gebäudekomplex im Berliner Ortsteil Grünau des Bezirks Treptow-Köpenick. Das Gebäude aus den späten 1920er Jahren war zunächst Sitz eines Wassersportklubs, von 1947 bis 1956 diente es dem staatlichen Rundfunk der Sowjetischen Besatzungszone und späteren DDR als Funkhaus.

## Architektur

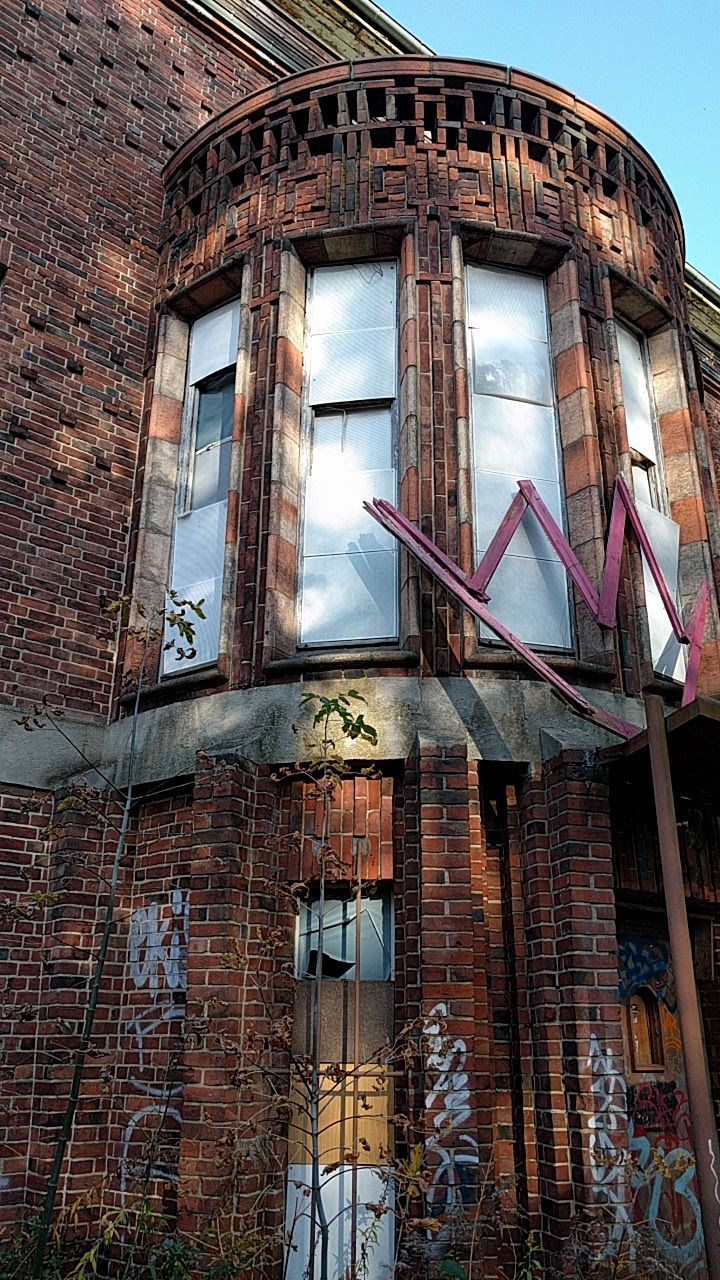
Runderker über dem Eingangsbereich, 2017

Das Gebäude im Stil des Nachexpressionismus war in den Jahren 1929/1930 als Sporthaus der Danatbank in der Regattastraße 13–15 (jetzt: 277) errichtet worden. Architekt des viergeschossigen, siebenachsigen Backsteinbaus mit Flachdach war Otto Zbrzezny. Bauherren waren die Michelhaus AG und die Danatbank.
 Die Villa ist im obersten Stockwerk mit Holz verkleidet und von einer umlaufenden Galerie umgeben. Im Erdgeschoss befand sich ursprünglich die Bootshalle, die erste Etage beherbergte einen großen Festsaal und im dritten Obergeschoss war eine Turnhalle untergebracht.
Die Fassade entlang der Straße fällt durch ihren halbrunden zweigeschossigen Portalbau mit Balkon auf. Die Wände zwischen den Fensterreihen sind mit den Klinkern noppenartig ausgebildet. An den Schmalseiten des Gebäudes gibt es vorspringende, erhöhte Treppenhäuser, deren Kanten mit Keramikplatten eingefasst sind. Die Fenster bilden in der Mitte ein durchlaufendes Band. Die vier Geschosse befinden sich auf der Wasserseite und bestehen aus abgetreppten Terrassen.

## Geschichte

### Anfänge bis zum Ende des Zweiten Weltkriegs
Schon 1934 wechselte das Gebäude erstmals seinen Besitzer. Eigentümer wurde die Dresdner Bank, die die Immobilie als Sport- und Erholungsheim nutzte.
 Während des Zweiten Weltkriegs wurde das Gebäude 1940 von der Wehrmacht konfisziert und diente als Reserve-Lazarett. Laut Adressbuch blieb es jedoch im Eigentum der Dresdner Bank. Gegen Ende des Krieges wurde es durch Kriegseinwirkung beschädigt.

### 1946–1956
Auf Befehl der Sowjetischen Militäradministration (SMAD) wurden die Bootshäuser der Dresdner Bank (Regattastraße 277) und der Allianz (Nachbargrundstück Regattastraße 267) 1946 von der Zentralverwaltung für Post- und Fernmeldewesen der Sowjetischen Besatzungszone beschlagnahmt. Nach der Beseitigung der Kriegsschäden sollte hier eine Drahtfunk-Sendeanlage eingerichtet werden. Dazu gründete die SMAD im September 1946 eine Redaktion des Berliner Rundfunks der SMAD, um den Berliner Rundfunk, der noch aus dem Haus des Rundfunks in der Masurenallee sendete, mit Beiträgen von Grünau aus zu versorgen. Der Umbau der beiden Bootshäuser für die Verwendung als Rundfunkstudio in Ost-Berlin war am 1. Mai 1947 abgeschlossen. Neben Beiträgen für den Berliner Rundfunk wurden nun hier auch Beiträge für die Sender Leipzig, Sender Dresden, Sender Schwerin, Sender Magdeburg und Sender Weimar produziert, die selbst noch keine ausreichenden Möglichkeiten dafür besaßen. Auch Hörspiele, wie das Leuchtfeuer von Robert Ardrey, wurden hier produziert, obwohl die Schalldämmung der Räume zum Umfeld ungenügend war und bei Vorbeifahrt der Straßenbahnen die Aufnahmen unterbrochen werden mussten.
 Der aus der Masurenallee in West-Berlin sendende, sowjetisch kontrollierte Berliner Rundfunk wurde schon bald von den Westalliierten stark behindert und später blockiert. In dieser zugespitzten Situation wurde das Rundfunkstudio Grünau am 17. Mai 1948 von der SMAD an die Deutsche Verwaltung für Volksbildung übergeben. Die ihr formal unterstehende Generalintendanz des Demokratischen Rundfunks übernahm das Areal und nannte es fortan Funkhaus Grünau.
Das Funkhaus Grünau nahm nun eine wichtige Funktion als Ausweichfunkhaus ein, um den sich häufenden Behinderungen des Betriebes in der Masurenallee begegnen zu können. Bis zur Fertigstellung der Sendestudios im neuen Funkhaus Nalepastraße im Jahr 1952 und dem damit verbundenen vollständigen Umzug aus der Masurenallee nach Ost-Berlin wurde das Funkhaus Grünau als vorübergehende Sendezentrale für besondere politische und kulturelle Ereignisse genutzt. Nach 1952 verblieben nur einige Redaktionen in Grünau. Deren Umzug in die Nalepastraße erfolgte nach Fertigstellung des Musik- und Hörspielkomplexes im Jahr 1956.

### Deutscher Freiheitssender 904
Eine besondere Rolle spielte das Funkhaus Grünau im Zusammenhang mit dem Deutschen Freiheitssender 904 (DFS 904). Der zeitgleich mit dem Verbot der KPD im August 1956 auf Veranlassung der SED-Führung gebildete konspirative Sender begann seine Tätigkeit zunächst in einem abgeschirmten Bereich des Funkhauses Nalepastraße. Um die Geheimhaltung des Senders weiter gewährleisten zu können, musste jedoch bald ein Standort weitab vom Hauptsitz des DDR-Rundfunks gefunden werden. Deshalb zog der DFS 904 im September 1956 zunächst in das Funkhaus Grünau, blieb hier bis 1959 und bezog danach ein Gebäude in Friedrichshagen. Von dort zog der Sender schließlich in sein bis 1971 bestehendes Domizil in Bestensee bei Königs Wusterhausen.

### Deutscher Soldatensender 935
Ende der 1950er Jahre zog in das Nachbargrundstück Regattastraße 267, das bis dahin als Verwaltungsgebäude und Kantine genutzt wurde, die Sektion Rudern des Armeesportklubs ASK ein. Dies war eine hervorragende Tarnung für einen weiteren Geheimsender, den Deutschen Soldatensender 935, der hier auf Beschluss des ZK der SED am 1. Oktober 1960 seinen Betrieb aufnahm. Der Sender diente der ideologischen Beeinflussung der Bundeswehrsoldaten und sendete im Wechsel mit dem DFS 904 auf Mittelwelle über den Sender Burg bei Magdeburg. Verwaltungstechnisch war der Sender eine selbständige Abteilung der Politischen Hauptverwaltung des Ministeriums für Nationale Verteidigung (PHV). Die Geschichte des Senders endete am 30. Juni 1972.

### Bildungseinrichtung
Bis zum Anfang der 1990er Jahre machte sich das Funkhaus Grünau auch einen Namen als Bildungsstätte. Im Jahr 1950 wurde eine Rundfunkschule für angehende journalistische Mitarbeiter gegründet, die bis 1963 unter diesem Namen hier bestand. Im September 1959 wurde daraus die Zentrale Ausbildungsstätte der Studiotechnik Rundfunk, eine Gliederung der Deutschen Post. Jährlich wurden mehr als 20 Lehrlinge zu technischen Mitarbeitern, Studioassistenten bzw. später Facharbeitern für Nachrichtentechnik, für den Sende- und Produktionsbetrieb des Hörfunks ausgebildet. Erwachsenenqualifizierungen und Weiterbildungen rundeten das Profil dieser Rundfunkschule ab. Einer der Lehrmeister war der ehemalige Radsportler Detlef Zabel, Vater von Erik Zabel. Spezielle Kurse dramaturgischen Unterrichts für die Praxis im Hörspiel- und Wortaufnahmestudio wurden viele Jahre von den Hörspieldramaturgen Wolfgang Beck, Siegfried Pfaff und Matthias Thalheim gegeben. Die Ausbildungsstätte bestand bis Ende 1991.

### Unterhaltungsredaktion und Fernsehballett
Mitte der 1960er Jahre zog die Unterhaltungsredaktion des Deutschen Fernsehfunks um Hans-Georg Ponesky und Heinz Quermann in die oberen Etagen des Funkhauses Grünau ein. Der ehemalige Sendesaal im Obergeschoss diente dem Deutschen Fernsehballett als Probenraum. In der mittleren Etage des Gebäudes waren in den 1970er und 1980er Jahren die Unterhaltungsredaktionen der Sendungen Die goldene Note, Schlagerstudio, Ein Kessel Buntes, Spielspass und weiteren etabliert. Diese Nutzung ging nach der deutschen Wiedervereinigung mit der Auflösung des Deutschen Fernsehfunks 1991 zu Ende.

## Mauerfall und Eigentümerwechsel
Nach dem Mauerfall blieb zunächst der Nachfolge-Fernsehsender ARD der Eigentümer, dann ging das ehemalige Funkhaus an das Neuköllner Bildungswerk. Bald machte die Einrichtung Schlagzeilen, weil das Bildungswerk im September 2007 Insolvenz anmelden musste. Nachdem das Neuköllner Bildungswerk ausgezogen war, verfiel das auf dem attraktiven 7500 m² große Wassergrundstück stehende geschichtsträchtige Gebäude zusehends. Am 28. März 2008 erwarb eine Hamburger Vermögensverwaltungsgesellschaft die Immobilie bei einer Versteigerung der Deutschen Grundstücksauktionen AG im Rathaus Schöneberg für 655.000 Euro. Anschließend passierte allerdings nichts, auch einfache Erhaltungsmaßnahmen waren nicht zu beobachten.

## Neue Nutzungen gesucht

### Zwischennutzung
Die gesamte Immobilie steht unter Denkmalschutz und, weil dieser Teil der Regattastraße laut Bebauungsplan nur für Wassersportzwecke genutzt werden darf („Das Funkhaus liegt auf jenem Abschnitt der Regattastraße, auf dem der Bezirk Treptow-Köpenick eine wassersportliche Nutzung zwingend vorschreibt.“), können hier keine Wohnungen eingebaut oder entsprechende Neubauten errichtet werden. Um ein Schicksal wie mit den beiden Grünauer Einrichtungen Gesellschaftshaus Grünau und Riviera, ebenfalls in der Regattastraße stehend, zu verhindern, kümmert sich der im Ortsteil gegründete Verein Zukunft Grünau um neue Aktivitäten an dem ruinösen Gebäude.
 In der Zwischenzeit, vom Frühjahr 2012 bis zum Ende des Jahres 2014, nutzten jungen Kreative und Künstler Räume und Gelände für Projekte und Aktionen hauptsächlich im Kontext des Re- und Upcyclings, also der Wiederverwertung und Aufwertung von Weggeworfenem.
 Seitdem steht das Gebäude wieder leer.

### Konzept für eine Begegnungs- und Bildungsstätte
Wegen des zunehmenden Verfalls des Objektes hat eine Berliner Initiativgruppe ein Konzept für eine Begegnungs- und Bildungsstätte für zivilgesellschaftliches Engagement entwickelt. Es sieht vor, ein Trainingscenter der Seenotrettungsorganisation Sea-Watch, einzurichten. Der FLINT*-Segelverein Krakenkollektiv würde eine Segelschule einrichten und Liegeplätze für Schulungsboote erhalten. Weiterhin sollen im Gebäude öffentlich nutzbare Werkstätten und ein Hackerspace eingerichtet werden. Um dieses Projekt zu verwirklichen, soll das Gebäude dem privaten Immobilien- und Spekulationsmarkt entzogen und mithilfe einer gemeinnützigen Stiftung erworben werden. Im Bezirk Köpenick beheimatete Politiker wie Gregor Gysi und Robert Schaddach unterstützen dieses Vorhaben.
 Die Ortsvereine Grünau e. V. und Zukunft in Grünau e. V. haben vor dem Objekt ein Plakat angebracht, an dem sie fordern, dass die Vernachlässigung und Spekulation mit dem Objekt ein Ende haben müssen. Der auf dem Plakat genannte Eigentümer, die Erste Hanseatische Projektmanagement GmbH, hat durch Anwälte durchgesetzt, dass er auf dem Plakat nicht mehr genannt werden darf und seine Telefonnummer davon entfernt werden muss.

### Antrag auf Enteignung
Am 26. Januar 2021 hat Robert Schaddach den Antrag auf Enteignung des Funkhauses Grünau gemäß § 17 Denkmalschutzgesetz Berlin gestellt. Er begründet den Antrag mit der totalen Vernachlässigung, dem langjährigen Leerstand und absurden Kaufpreisvorstellungen des Hamburger Eigentümers in Höhe von zehn Millionen Euro. Diese seien nicht im Entferntesten betriebswirtschaftlich begründbar. Auch seien Gesprächsangebote mit Ortsvereinen bis zuletzt auch anwaltlich ausgeschlagen worden. Die Prüfung der rechtlichen Voraussetzung für einen Enteignungantrag konnten laut Informationen des Bezirksamts noch nicht erfolgen, weil „allein im Bezirk Treptow-Köpenick 4000 Baudenkmale stehen, die Denkschutzbehörde aber nur vier Mitarbeiter dafür einsetzen kann. […] Und es müssen erst noch mildere Mittel ausgeschöpft werden.“ Nach der Prüfung würde der Antrag dann dem Berliner Senat zur Beschlussfassung vorgelegt. Der Verein und der Politiker Schaddach setzen nun sehr auf die Neuwahlen zum Berliner Abgeordnetenhaus.